# Linaria macrophylla
Linaria macrophylla är en grobladsväxtart som beskrevs av Kuprian.. Linaria macrophylla ingår i släktet sporrar, och familjen grobladsväxter. Inga underarter finns listade i Catalogue of Life.